# جيمس هوبكينز آدامز
جيمس هوبكينز آدامز (بالإنجليزية: James Hopkins Adams)‏ هو سياسي أمريكي، ولد في 15 مارس 1812 في الولايات المتحدة، وتوفي في 13 يوليو 1861 في كولومبيا في الولايات المتحدة. حزبياً، نشط في الحزب الديمقراطي. وقد انتخب عضو مجلس نواب كارولاينا الجنوبية وانتخب عضو مجلس ولاية كارولاينا الجنوبية وانتخب حاكم كارولينا الجنوبية ‏ (11 ديسمبر 1854 – 9 ديسمبر 1856).